# Волден (Вермонт)
Волден (англ. Walden) — місто (англ. town) в США, в окрузі Каледонія штату Вермонт. Населення — 956 осіб (2020).

## Демографія
Згідно з переписом 2010 року, у місті мешкало 935 осіб у 374 домогосподарствах у складі 258 родин. Було 597 помешкань
Расовий склад населення:
| - 97,0 % — білих - 0,5 % — чорних або афроамериканців - 0,5 % — азіатів - 0,4 % — корінних американців |

До двох чи більше рас належало 1,2 %. Частка іспаномовних становила 1,4 % від усіх жителів.
За віковим діапазоном населення розподілялося таким чином: 23,7 % — особи молодші 18 років, 63,5 % — особи у віці 18—64 років, 12,8 % — особи у віці 65 років та старші. Медіана віку мешканця становила 41,6 року. На 100 осіб жіночої статі у місті припадало 103,3 чоловіків;  на 100 жінок у віці від 18 років та старших — 101,4 чоловіків також старших 18 років.
Середній дохід на одне домашнє господарство  становив 64 047 доларів США (медіана — 49 519), а середній дохід на одну сім'ю — 72 189 доларів (медіана — 56 875). Медіана доходів становила 52 917 доларів для чоловіків та 32 250 доларів для жінок. За межею бідності перебувало 7,2 % осіб, у тому числі 9,9 % дітей у віці до 18 років та 6,3 % осіб у віці 65 років та старших.
Цивільне працевлаштоване населення становило 526 осіб. Основні галузі зайнятості: освіта, охорона здоров'я та соціальна допомога — 26,6 %, роздрібна торгівля — 13,3 %, науковці, спеціалісти, менеджери — 12,5 %, виробництво — 11,8 %.